# Шмідруед
Шмідруед (нім. Schmiedrued) — громада в Швейцарії в кантоні Ааргау, округ Кульм.

## Географія
Громада розташована на відстані близько 65 км на північний схід від Берна, 15 км на південь від Аарау.
Шмідруед має площу 8,7 км², з яких на 7,9 % дозволяється будівництво (житлове та будівництво доріг), 64,5 % використовуються в сільськогосподарських цілях, 27,6 % зайнято лісами, 0 % не є продуктивними (річки, льодовики або гори).

## Демографія
2019 року в громаді мешкало 1152 особи (-2,8 % порівняно з 2010 роком), іноземців було 9,2 %. Густота населення становила 133 осіб/км².
За віковим діапазоном населення розподілялося таким чином: 18,9 % — особи молодші 20 років, 62,6 % — особи у віці 20—64 років, 18,5 % — особи у віці 65 років та старші. Було 476 помешкань (у середньому 2,4 особи в помешканні).
Із загальної кількості 365 працюючих 99 було зайнятих в первинному секторі, 136 — в обробній промисловості, 130 — в галузі послуг.